# Cecil Holland
Pour les articles homonymes, voir Holland.
Cecil Holland (né à Gravesend le 29 mars 1887 et mort à Los Angeles le 29 juin 1973) est un maquilleur et acteur américain d'origine britannique. Il est considéré comme le  pionnier des effets spéciaux de maquillage et fut surnommé « l'homme aux mille visages ».

## Biographie
En 1904 il émigre aux états-Unis, et devient acteur dans une compagnie de théâtre. En 1913 il commence une carrière dans le cinéma muet et développe ses propres techniques de maquillages pour les besoins des rôles qu'il incarne. En 1927 il quitte la comédie et devient directeur du département maquillage de la MGM. Il invente plusieurs procédés dont celui d'utiliser la peau intérieure d'une coquille d'œuf, pour simuler le regard d'un aveugle. Atteint d'une attaque en 1964, il meurt neuf ans plus tard en 1973.

## Filmographie partielle
- 1918 : Daniel le conquérant (The City of Purple Dreams) de Colin Campbell
- 1922 : Sur les sables brûlants (Burning Sands) de George Melford